# Конли (Сарт)
Конли (фр. Conlie) је насељено место у Француској у региону Лоара, у департману Сарт.
По подацима из 2011. године у општини је живело 1858 становника, а густина насељености је износила 108,28 становника/km².

## Демографија
| 1962. | 1968. | 1975. | 1982. | 1990. | 2011. |
| ----- | ----- | ----- | ----- | ----- | ----- |
| 1.488 | 1.435 | 1.472 | 1.603 | 1.642 | 1.858 |